# Großer Priel
Großer Priel er det højeste bjerg i den østrigske bjergkæde Totes Gebirge (som er en del af i Nordlige kalkalper). Den almindeligste rute, for at bestige bjerget er fra hytten Prielschutzhaus på sydsiden af bjerget, men man kan også gå fra Welser Hütte på nordsiden. Fra Großer Priel går flere stier til resten af plateauet i Totes Gebirge.
- Wikimedia Commons har flere filer relateret til Großer Priel

| Bjerg | Spire Denne artikel om et bjerg eller en bjergkæde er en spire som bør udbygges. Du er velkommen til at hjælpe Wikipedia ved at udvide den. |